# Ponte Katima Mulilo
A Ponte Katima Mulilo conhecida oficialmente como ponte 508 ao ser esse o nome que figura no registo de pontes da Namíbia, é uma ponte sobre o rio Zambeze que une as localidades de Katima Mulilo, na Namíbia, e Sesheke, na Zâmbia. Liga a estrada Transcaprivi, que passa pela Namíbia, com a rede rodoviária da Zâmbia. Foi inaugurada em 2004, embora o primeiro projeto para a sua construção date de 1982. A ideia da sua construção na década de 1980 teve que ser colocada de parte devido à oposição da África do Sul, que então ocupava o território namibiano. O processo de contrato de construção foi celebrado em 2002, só depois da independência da Namíbia. A ponte tem cerca de 900 m de comprimento.
Em 13 de maio de 2004 foi inaugurada esta infraestrutura, numa cerimónia que teve presentes tanto Sam Nujoma, presidente da Namíbia, como Levy Mwanawasa, presidente da Zâmbia.